# ذهاب (بشاگرد)
ذهاب، روستایی در دهستان گافر بخش گافر و پارامون شهرستان بشاگرد در استان هرمزگان ایران است.

## جمعیت
بر پایه سرشماری عمومی نفوس و مسکن در سال ۱۳۹۵، جمعیت این روستا برابر با ۱۳۲ نفر (۴۸ خانوار) بوده‌است.